# 愛拚才會贏 (電影)
《愛拚才會贏》（英譯:Fight to Win），於1989年由朱延平所執導的台灣電影。本片由葉啟田、葉全真、卓勝利、陳松勇、廖峻、倪敏然、胡瓜、鄭進一領銜主演。

## 劇情
本片根據「寶島歌王」葉啟田（本名葉憲修）的真實人生所改編。由於戲劇效果，故大部分劇情純屬虛構。
電影中的葉啟田出生在台灣南部一個道地三代單傳的農村世家，14歲獨自一人北上打拼。最後遇得貴人相助，單憑一首「愛拼才會贏」走上歌壇巔峰大紅大紫。然而好景不常，黑道份子白老闆（陳松勇 飾）有意與葉啟田合作，卻一再被葉拒絕。惱羞成怒的白老闆不擇手段騷擾葉的家人，葉忍無可忍假借簽合約名義約白老闆碰面。並以酒瓶打傷對方頭部，奪取手槍加以挾持，正值如日中天的葉於是因此鋃鐺入獄。
在獄中葉結識好友-阿廖（廖峻 飾），甫出獄的葉意外得知自己妻子-秀雲（張媛婷 飾）下嫁給仇人白老闆，葉就算有千萬的痛都難以自拔，於是借住在廖的家裡，一方面四處到溫泉飯店駐唱賺外快。也在此相遇雙眼失明的賣花女郎-阿美（葉全真 飾），兩人戀情逐漸升溫。
在一次駐唱中，廖和葉與白老闆狹路相逢，更見到被白老闆擁在懷裡的秀雲，於是雙方人馬爆發肢體衝突，廖和葉則被打成重傷。不願自己最好朋友受累的葉不告而別，獨自一人四處流浪酗酒度日，沒錢就賣血維生，並在信裡哄騙廖自己在南部登台。
而不見葉的廖和廖嫂，帶著阿美四處賣藝雜耍，卻被白老闆手下盯上，夫妻倆被打的落花流水。在兩人前往醫院掛號時，意外發現正在賣血的葉，廖有意挽回葉跟自己回去，葉則自甘墮落一意孤行。在被阿美一番痛罵後，葉決心重新振作起來，繼續和廖等人生活。
由於葉打算東山再起籌措演唱會，礙於沒錢張羅，廖則將歪腦筋動到綁架白老闆身上，無奈找來昔日結拜兄弟對付白老闆都頻頻失敗。緊要關頭，念在舊情的秀雲將自己存款和首飾交給廖，並囑咐廖千萬別告訴葉這些錢的來源。
拿到100萬元的廖開心的跑回家將大把大把的鈔票灑在葉的面前，演唱會得以如期進行。東山再起的葉啟田演唱會現場，觀眾們絡繹不絕，幾乎全場爆滿。就在葉準備登台當晚，白老闆暗中派人綁架葉和父親。就在危急時刻，秀雲報警，出動警網成功尋回葉。
平安脫困的葉，華麗四射的登上大舞台賣力表演。演唱結束後所有觀眾一擁而上，享受全場喝彩的葉開心的與阿美擁抱。而作惡多端的白老闆也因教唆綁架罪被警方逮捕，皆大歡喜。

## 演員
- 葉啟田 飾 葉啟田
- 卓勝利 飾 葉水桶（葉啟田父親）
- 廖峻 飾 阿廖
- 陳松勇 飾 白老闆
- 張媛婷 飾 秀雲（葉啟田前妻）
- 葉全真 飾 阿美（葉啟田女友）
- 朱慧珍 飾 廖嫂
- 王星 飾 吉米
- 秦豪 飾 白老闆二把手
- 胡瓜 飾 阿廖老大
- 鄭進一 飾 阿廖二老大
- 曾志偉 飾 阿廖四小弟
- 倪敏然 飾 七先生
- 林小樓 飾 女學生
- 張永正 飾 歪妹
- 矮仔塗 飾 水果攤老闆
- 莊文祺（阿咪） 飾 問名牌路人
- 朱延平 飾 問名牌路人

## 外部連結
- 開眼電影網上《愛拚才會贏》的資料（繁體中文）
- 香港影庫上《愛拚才會贏》的資料（繁體中文）
- 豆瓣电影上《愛拚才會贏》的資料 （简体中文）
- 愛拚才會贏（電影版） - YouTube （页面存档备份，存于）